# Markko Märtin
Pour les articles homonymes, voir Martin.
Markko Märtin, né le 10 novembre 1975 , est un pilote de rallye estonien. 

## Biographie
Il fait ses débuts en rallye en 1993 (disputant régulièrement des courses de son championnat national jusqu'en 2000, sur Lada Samara, puis Ford Escort RS Cosworth, Toyota Celica Turbo 4WD / GT Four, et Toyota Corolla WRC) et il participe pour la première fois au niveau mondial en 1997 lors du rallye de Finlande. Il effectue un total de 86 participations en WRC entre 1997 et 2005 (dernier départ au RAC Rally), courant successivement sur Toyota (Celica Turbo 4WD et GT-Four, puis Corolla WRC), Subaru (Impreza WRC, team Subaru World Rally Team en 2000 et 2001), Ford (Focus WRC, team officiel Ford sans discontinuer de 2002 à 2004), et enfin Peugeot (307 WRC pour Marlboro Peugeot Total en 2005). Le britannique Michael Park a été son copilote régulier de 2000 à 2005, succédant à l'estonien Toomas Kisting présent à ses côtés durant les trois saisons antérieures).
Durant les saisons 2003 et 2004, il remporte 5 rallyes en mondial au volant de la Ford Focus WRC.
En 2005, il passe chez Peugeot mais éprouve des difficultés à s'adapter à la Peugeot 307 WRC et doit attendre six mois pour accrocher un podium. Lors du rallye de Grande-Bretagne, son copilote Michael Park décède à la suite d'une sortie de route.
Quelques mois plus tard, Markko Märtin annonce qu'il met fin à sa carrière de pilote. Son palmarès WRC contient 18 podiums, 207 points et 101 épreuve spéciales.
En 2007 il remporte encore le Mémorial Bettega, sur Subaru Impreza WRC.
En 2008, il devient pilote de développement au sein du Subaru World Rally Team.

## Palmarès

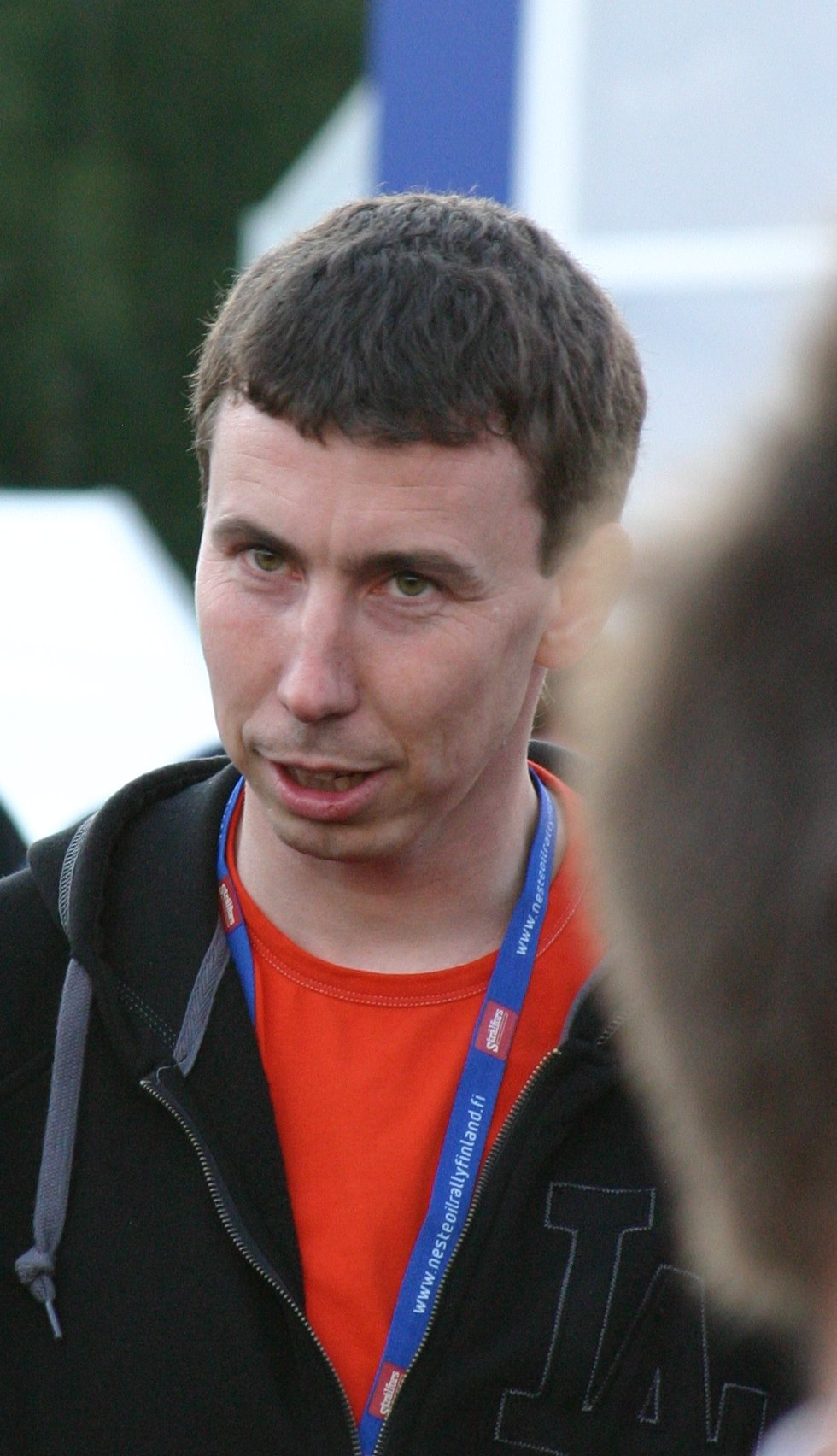
Markkö Martin en 2006.

### Titres
- Double Champion d'Estonie des rallyes du grand Groupe A, en 1997 et 1998, sur Toyota Celica Turbo 4WD, puis GT-Four;
- Double Champion d'Estonie des rallyes E 2000+, en 1997 et 1998;
  - Vice-champion d'Estonie des rallyes du grand Groupe A, en 1996;
  - Vice-champion d'Estonie des rallyes E 2000+, en 1996;
  - 3e du championnat du monde des rallyes en 2004, sur Ford Focus WRC;

### Victoires en championnat du monde des rallyes
| # | Saison | Rallye                   | Pays     | Copilote     | Voiture              |
| - | ------ | ------------------------ | -------- | ------------ | -------------------- |
| 1 | 2003   | 50e Rallye de l'Acropole | Grèce    | Michael Park | Ford Focus RS WRC 03 |
| 2 | 2003   | 53e Rallye de Finlande   | Finlande | Michael Park | Ford Focus RS WRC 03 |
| 3 | 2004   | 18e Rallye du Mexique    | Mexique  | Michael Park | Ford Focus RS WRC 03 |
| 4 | 2004   | 48e Tour de Corse        | France   | Michael Park | Ford Focus RS WRC 04 |
| 5 | 2004   | 40e Rallye de Catalogne  | Espagne  | Michael Park | Ford Focus RS WRC 04 |

### Podiums en WRC
- 2e du rallye de Grande-Bretagne, en 2002;
- 2e du rallye Monte-Carlo en 2004;
- 2e du rallye de Chypre en 2004;
- 2e du rallye de Finlande en 2004;
- 2e du rallye de Suède en 2005;
- 3e du rallye Sanremo en 2003;
- 3e du rallye de Catalogne en 2003;
- 3e du rallye de Nouvelle-Zélande en 2004;
- 3e du rallye du Japon en 2004;
- 3e du rallye de Grande-Bretagne en 2004;
- 3e du rallye du Mexique en 2005;
- 3e du rallye de Chypre en 2005;
- 3e du rallye de Finlande en 2005;

### Victoire en ERC
- Rallye des Açores: 2000 (sur Subaru Impreza S4 WRC);

### 16 victoires en championnat d'Estonie
- Sauleskalns: 1996 (Lettonie);
- Rallye de Livonie: 1997;
- Rallye Est-Lõuna: 1997;
- Rallye de Saaremaa: 1997;
- Rallye hivernal d'Estonie: 1998, 1999 et 2000;
- Rallye de Talinn: 1998;
- Valge Daam: 1998;
- Rallye de Livimaa: 1998 et 1999;
- Rallye E.O.S.: 2001, 2002, 2003 et 2005;
- Rallye d'Estonie: 2010.

## Photothèque

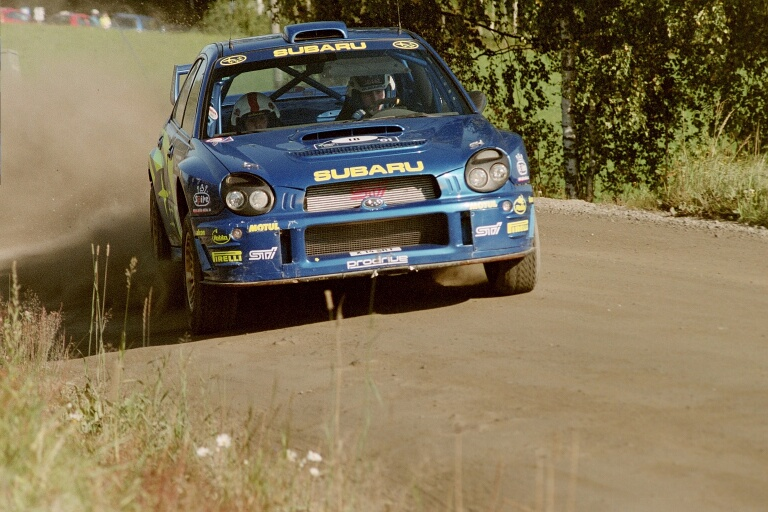
M.Märtin sur Subaru Impreza WRC au rallye de Finlande en 2001;
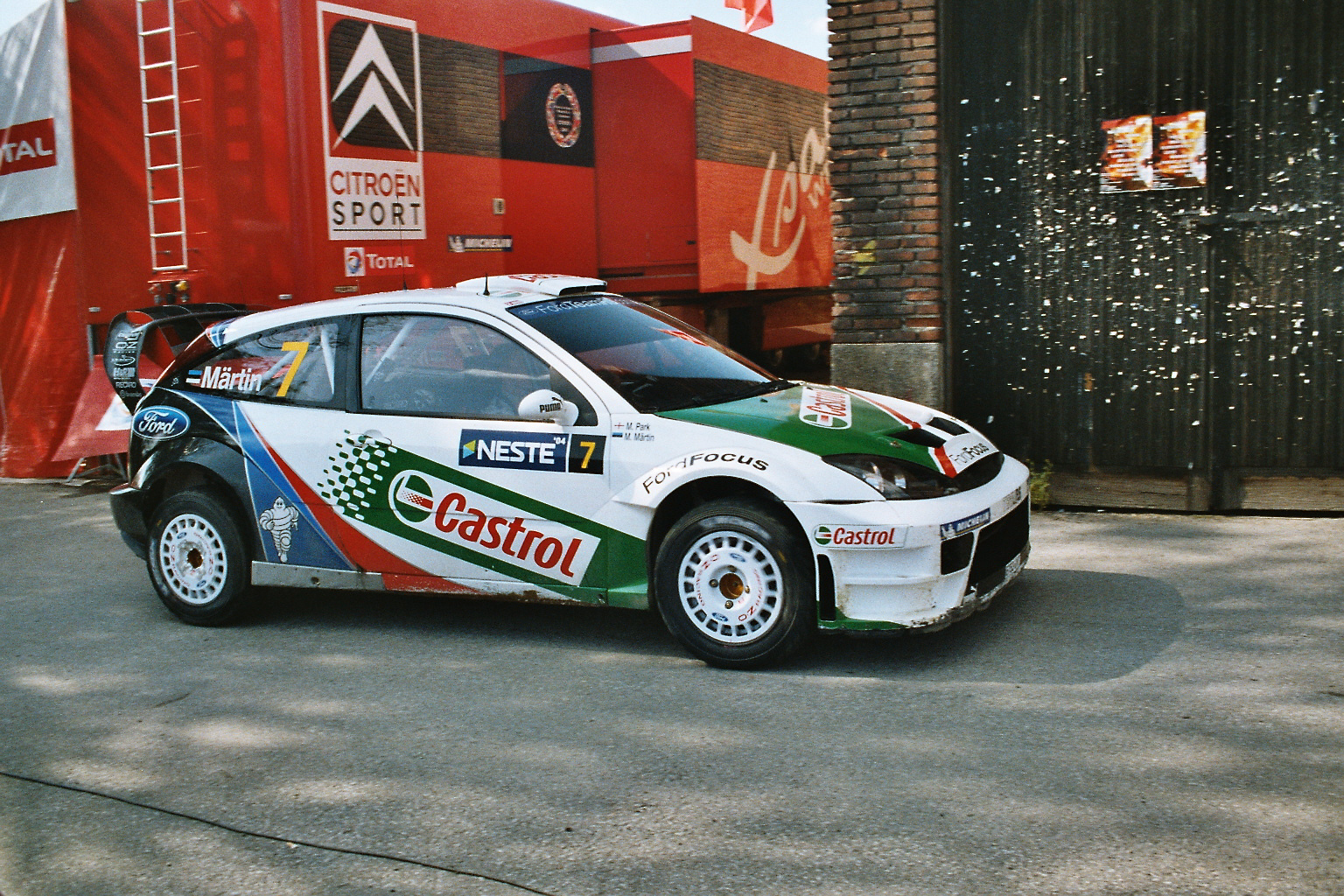
M.Märtin sur Ford Focus RS WRC au rallye de Finlande en 2004;
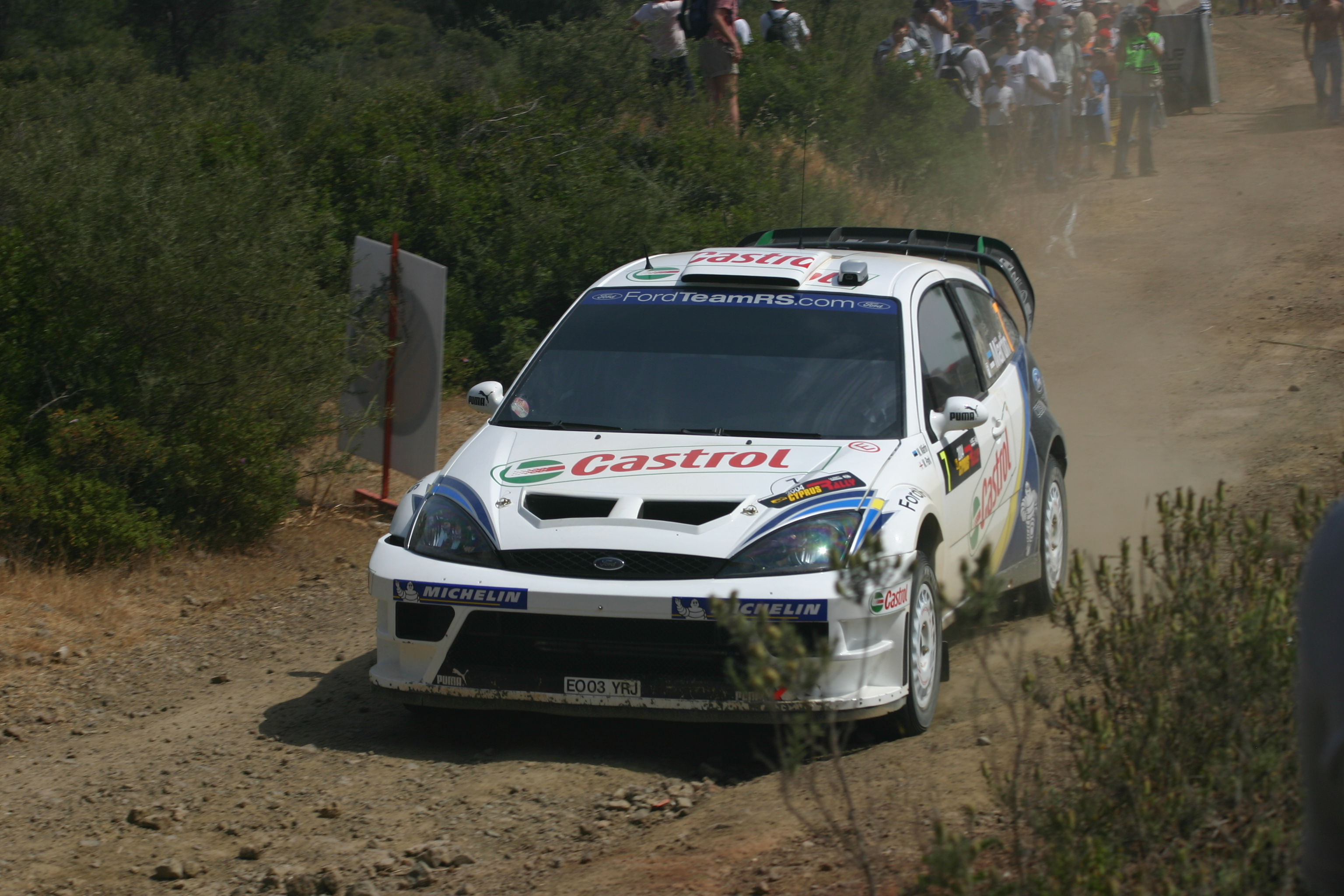
M.Märtin, même voiture, au rallye de Chypre en 2004;
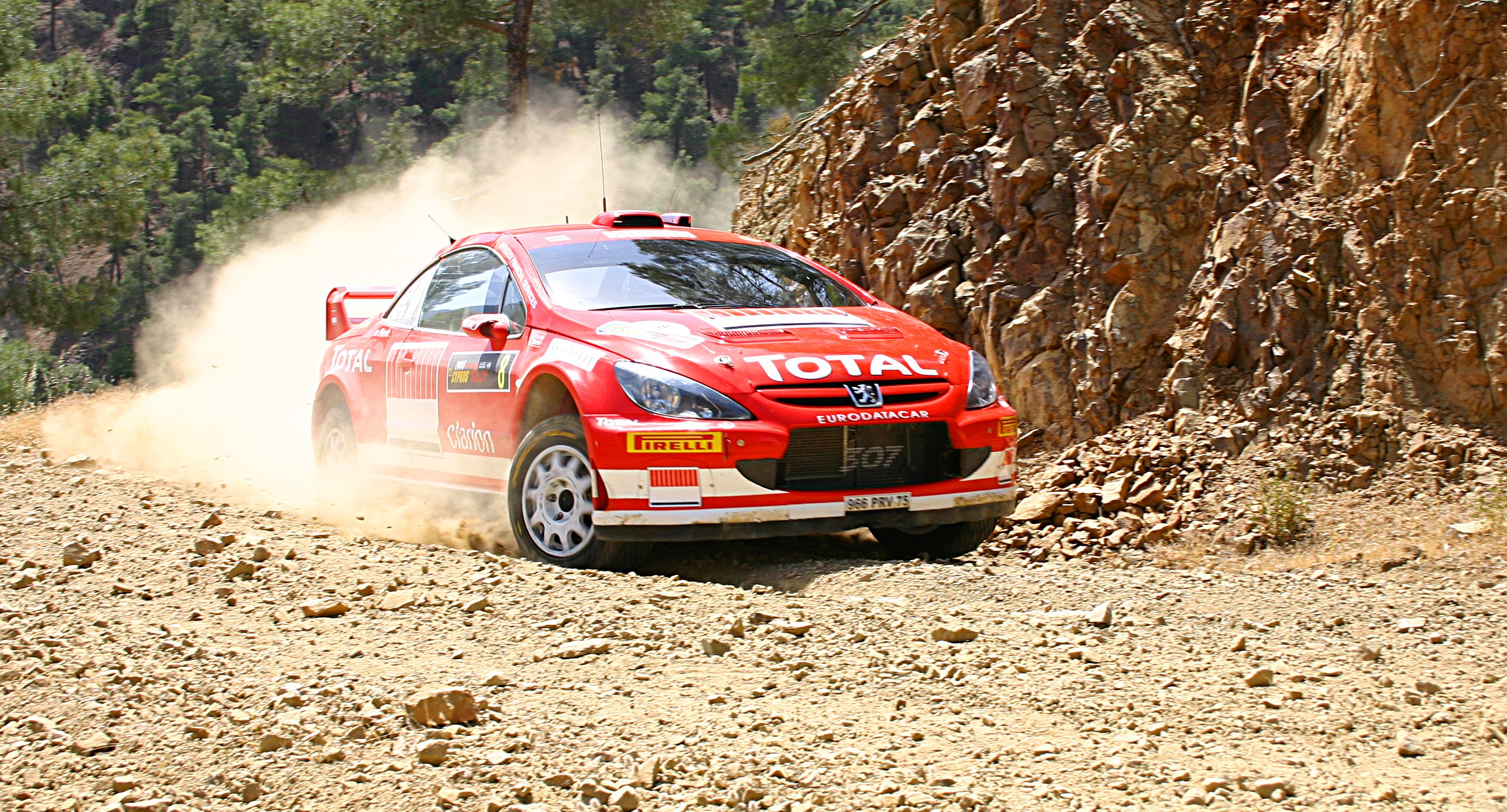
M.Märtin sur Peugeot 307 WRC au rallye de Chypre en 2005...;
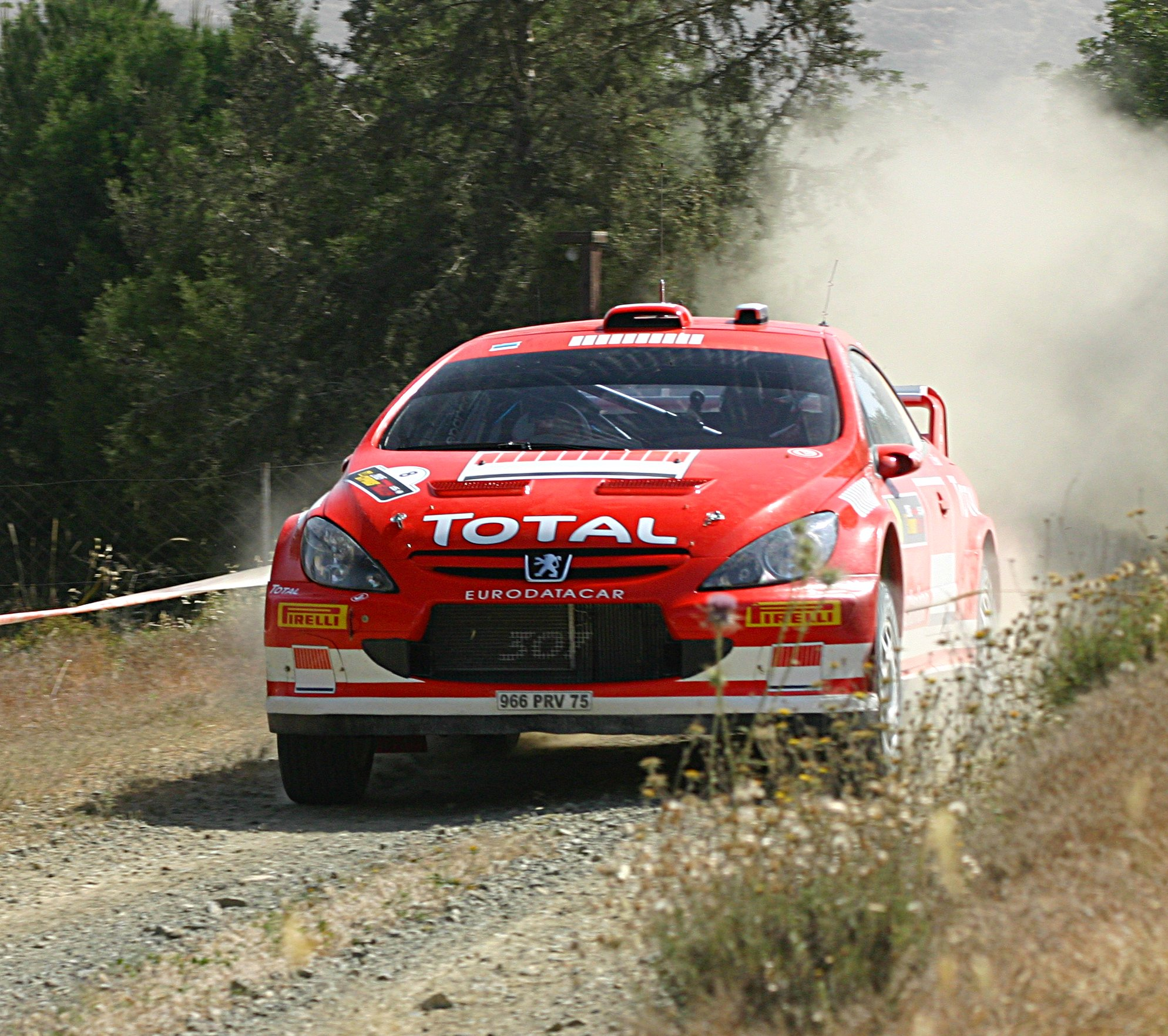
...course identique;
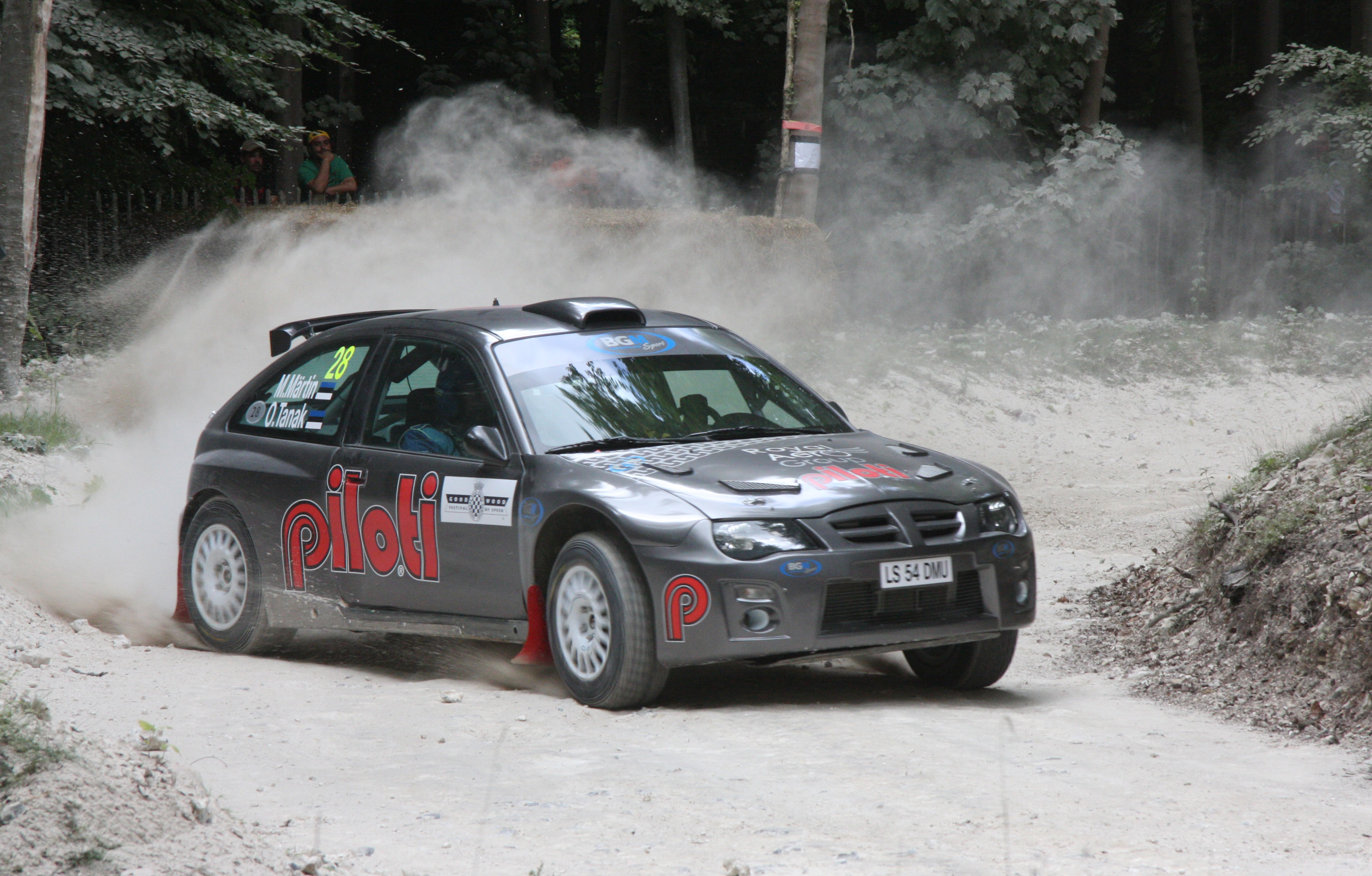
M.Märtin sur MG Sport S2000 au Goodwood Festival of Speed en 2010.